# Armorial des présidents de la Pologne

Pavillon du président de la Pologne

Les armoiries des présidents de la Pologne sont celles de leur famille ou ont été créées à l'admission du président au sein d'un ordre de chevalerie étranger. L'héraldique polonaise attribue un même blason à des centaines de familles différentes membres d'un même clan (herb), ce qui explique que presque tous aient possédé des armes familiales et que les mêmes blasons aient été portés par des présidents différents.

## Armorial
Pour la période 1939-1989, ne sont considérés que les présidents du Gouvernement en exil.
| Président | Président                | Mandat         | Armoiries                  | Notes et blasonnement |
| --------- | ------------------------ | -------------- | -------------------------- | --- |
|           | Józef Piłsudski          | 1918-1922      |                            | |
|           | Gabriel Narutowicz       | 1922-1922      |                            | |
|           | Stanisław Wojciechowski  | 1922-1926      |                            | |
|           | Ignacy Mościcki          | 1926-1939      |                            | |
|           | Władysław Raczkiewicz    | 1939-1947      |                            | |
|           | August Zaleski           | 1947-1972      |                            | |
|           | Stanisław Ostrowski      | 1972-1979      |                            | |
|           | Edward Bernard Raczyński | 1979-1986      |                            | |
|           | Kazimierz Sabbat         | 1986-1989      | Aucunes armoiries connues. | Issu d'une famille roturière. |
|           | Ryszard Kaczorowski      | 1989-1990      |                            | |
|           | Wojciech Jaruzelski      | 1989-1990      |                            | |
|           | Lech Wałęsa              | 1990-1995      |                            | Issu d'une famille roturière donc sans armoiries dans la tradition polonaise, il adopte ces armes lors de son admission dans l'ordre des Séraphins. |
|           | Aleksander Kwaśniewski   | 1995-2005      | Aucunes armoiries connues. | Issu d'une famille roturière. |
|           | Lech Kaczyński           | 2005-2010      |                            | |
|           | Bronisław Komorowski     | 2010-2015      |                            | |
|           | Andrzej Duda             | 2015- en cours | Aucunes armoiries connues. | |